# Bracon jaroslavensis
Bracon jaroslavensis är en stekelart som beskrevs av Telenga 1936. Bracon jaroslavensis ingår i släktet Bracon och familjen bracksteklar. Inga underarter finns listade.